# Nathan Lyberth
Klaus Jonathan Nathan Johan Lyberth (3. března 1864, Maniitsoq – 7. července 1921, Maniitsoq) byl grónský lovec a zemský rada zasedající v první jihogrónské zemské radě.

## Životopis
Nathan Lyberth se narodil 3. března 1864 obchodníku Berthelu Olemu Enoku Lyberthovi a jeho ženě Rakel Ingeborg. Lyberth se živil jako lovec. V letech 1911 až 1916 byl členem první jihogrónské zemské rady. Stejně jako jeho dva kolegové (Peter Rosing a Karl Sivertsen) ze severní části jižního inspektorátu se zasedání v roce 1914 nezúčastnil. Zemřel ve svém rodném městě v roce 1921 ve věku 57 let.